# Diane et ses nymphes surprises au bain par Actéon
Diane et ses nymphes surprises au bain par Actéon est une peinture à l'huile du peintre hollandais Rembrandt, réalisée en 1634 et aujourd'hui conservée dans la collection princière de Salm-Salm au Wasserburg Anholt (de) à Isselburg, en Allemagne. Les dimensions de la toile sont de 73,5 × 93,5 cm.

## Le mythe d'Actéon
Fils du dieu mineur Aristée qui est le fils d’Apollon, et de la fille de Cadmos, Autonoé, Actéon est élevé par le centaure Chiron et devient un chasseur très habile. Selon la version la plus populaire, il surprend un jour, au cours d’une chasse, la déesse Artémis (ou Diane) prenant son bain. Furieuse, elle le transforme en cerf. Impuissant, Actéon meurt déchiré par ses propres chiens (limiers, lévriers, dogues et mâtins) qui ne le reconnaissent pas et sont rendus fous de rage par la déesse...

## Description
Le tableau représente le moment précis où Actéon surprend la nudité de Diane, épisode qui causera la terrible vengeance de la déesse.